# Selección de fútbol de República Popular de Lugansk
La Selección de fútbol de la República Popular de Lugansk es el equipo que representa a la República Popular de Lugansk. Lugansk no está afiliado a la FIFA o a la UEFA, y por lo tanto no puede competir en los torneos que estos organizan. Sin embargo el equipo es miembro de ConIFA.

## Historia
El 4 de octubre de 2014, se creó la Lugansk Football Union. Se organizó una reunión para organizar el LFS, a la que asistieron los líderes de LPR (Oleg Akimov) y varios deportistas muy unidos que simpatizaban con Lugansk: Entrenador Honorable de Ucrania Vladislav Glukharev, Presidente de la Asociación de Deportes Públicos de Región de Lugansk Pavel Voikov, Alexander Zhuravlev, Entrenador de honor de Ucrania Valery Galustov, Vitaliy Rudnitsky. El presidente de la Unión era el alcalde de Lugansk, Manolis Pilavov, y el director general, Yuri Malygin. [2] La tarea de la nueva estructura era la celebración del campeonato y la copa de Lugansk y la creación del seleccionado nacional, que jugó su primer partido al margen de la república en noviembre de 2014 con el equipo Gornyak (Rovenki). La fecha oficial para el establecimiento del seleccionado nacional se fijó el 19 de marzo de 2015, ya que en este día en Sukhum los residentes de Lugansk jugaron su primer partido nacional contra  Abjasia, perdiendo por 1-0. El equipo de fútbol americano fue encabezado por el campeón de la URSS en 1972 como parte del Lugansk Dawn y medallista de bronce en los Juegos Olímpicos de 1972 Anatoly Kuksov.

## Últimos partidos
| Fecha    | Ciudad     | Local          | Resultado | Visitante      | Competencia      |
| -------- | ---------- | -------------- | --------- | -------------- | ---------------- |
| 29-05-15 | Sujumi     | Abjasia        | 1:0       | RP de Lugansk  | Partido amistoso |
| 08-08-15 | Donetsk    | RP de Donetsk  | 4:1       | RP de Lugansk  | Partido amistoso |
| 19-09-15 | Lugansk    | RP de Lugansk  | 3:1       | RP de Donetsk  | Partido amistoso |
| 08-01-16 | Yenákiyeve | RP de Donetsk  | 1:1       | RP de Lugansk  | Partido amistoso |
| 09-08-19 | Tsjinvali  | Osetia del Sur | 4:3       | RP de Lugansk  | Partido amistoso |
| 08-12-19 | Lugansk    | RP de Lugansk  | 4:3       | Osetia del Sur | Partido amistoso |